# Пятое сентября
«Пятое сентября» (англ. September 5) — историческая драма 2024 года режиссёра Тима Фельбаума. Главные роли в фильме исполнили Питер Сарсгаард, Джон Магаро, Бен Чаплин и Леони Бенеш. Сюжет фильм повествует о Теракте на Олимпийских играх в Мюнхене с точки зрения съёмочной группы ABC Sports и их освещения событий.
Мировая премьера фильма состоялась 29 августа 2024 года на 81-м Венецианском международном кинофестивале, 13 декабря 2024 года фильм был выпущен в отдельных кинотеатрах США, а 17 января 2025 года вышел в широкий прокат.

## Сюжет
Когда 5 сентября 1972 года на Олимпийских играх в Мюнхене происходит теракт и несколько израильских спортсменов попадают в заложники, съёмочная группа американского телевидения вынуждена переключиться со спортивного на новостной репортаж, оказавшись совершенно неподготовленной. В близлежащей олимпийской деревне началась стрельба. Восемь членов палестинской организации «Чёрный сентябрь» перелезли через ограждение и взяли в заложники израильских спортсменов и тренеров. Двое из них были убиты.
В этой ситуации молодой, амбициозный продюсер Джеффри Мейсон, желая показать себя своему боссу, легендарному телевизионному менеджеру Руну Арледжу, вместе с Марианной Гебхардт, немецкой переводчицей, которая переводит новости с немецкого радио для американской команды, берёт на себя руководство прямым эфиром. Они пытаются выяснить, что происходит в Олимпийской деревне. Мейсон не знает, как относиться к противоречивым слухам о гибели заложников. Он также осознает, что преступники хотят, чтобы на них обратили внимание СМИ.

## В ролях
- Питер Сарсгаард — Рун Арледж
- Джон Магаро — Джеффри Мейсон
- Бен Чаплин — Марвин Бадер
- Леони Бенеш — Марианна Гебхардт
- Зинедин Суалем — Жак Лесгардс
- Кори Джонсон — Хэнк Хэнсон
- Джорджина Рич — Глэдис Дейст
- Бенджамин Уокер — Питер Дженнингс
- Рони Херман — Дэвид Бергер

Кроме того, ведущие ABC Джим Маккей и Дженнингс появляются в архивных кадрах из программы Wide World of Sports.

## Производство и премьера
В фильме много используются архивные кадры из репортажей ABC о летних Олимпийских играх 1972 года и кризисе с заложниками. Фелбаум и его команда провели несколько месяцев, изучая события, и работали с командой дизайнеров над созданием подлинной копии вещательного центра, который использовался ABC Sports в тот день.
Премьера фильма состоялась 29 августа 2024 года в качестве фильма открытия 81-го Венецианского международного кинофестиваля в секции Orizzonti Extra. За несколько дней до объявления фильма в программе Венецианского кинофестиваля, компания Republic Pictures, принадлежащая Paramount Pictures, приобрела права на его прокат по всему миру за пределами Германии, Австрии и Швейцарии. После ошеломляюще положительных отзывов в Венеции и Теллуриде Paramount решила, что лучше оставить фильм у себя, а главная студия решила официально приобрести права на дистрибуцию.

## Отзывы и оценки
На сайте Rotten Tomatoes фильм имеет рейтинг 91 % основанный на 75 отзывах, со средней оценкой 8.0/10. На Metacritic средневзвешенная оценка составляет 77 из 100 на основе 23 рецензий.
В своей рецензии Саймон Эберхард отмечает, что хотя фильм «5 сентября» рассказывает о захвате заложников на Олимпийских играх 1972 года, это скорее фильм о прямом эфире, чем об исламистском терроре. Драматические события происходили в нескольких домах от дома и видны только в нескольких размытых телевизионных кадрах. Такая обстановка означает, что в фильме неизбежно много диалогов. Он описывает фильм как захватывающую камерную пьесу с сильным актерским составом. Поскольку большая часть действия происходит в одном и том же здании, создается атмосфера клаустрофобии. В некотором роде «5 сентября» можно назвать приквелом к фильму Стивена Спилберга «Мюнхен».

## Награды и номинации
| Премия                        | Категория                    | Номинант                                                                        | Результат |
| ----------------------------- | ---------------------------- | ------------------------------------------------------------------------------- | --------- |
| «Оскар»                       | Лучший оригинальный сценарий | Мориц Биндер, Тим Фельбаум, Алекс Дэвид                                         | Номинация |
| «Золотой глобус»              | Лучший фильм — драма         |                                                                                 | Номинация |
| «Выбор критиков»              | Лучший оригинальный сценарий | Мориц Биндер, Тим Фельбаум, Алекс Дэвид                                         | Номинация |
| «Выбор критиков»              | Лучший монтаж                | Хансйорг Вайссбрих                                                              | Номинация |
| «Независимый дух»             | Лучший монтаж                | Хансйорг Вайссбрих                                                              | Победа    |
| Премия Гильдии продюсеров США | Лучший фильм                 | Филипп Трауэр, Томас Вёбке, Тим Фельбаум, Джон Айра Палмер, Джон Вельдермут мл. | Номинация |